# De Arend (gőzmozdony)
A De Arend (jelentése sas) volt az egyik Hollandia első két gőzmozdonya közül.
2-2-2 Pantentee típusú gőzmozdony volt, amelyet Angliában építettek az R. B. Longridge and Company gyárában Northumberland megyében. A jármű az akkori, 1945 mm-es holland nyomtávolságnak felelt meg. A mozdony első útjára a másik gőzössel, a Snelheid-del 1839. szeptember 20-án indult Amszterdamból Haarlembe. A két mozdonyt 1857-ben selejtezték és szétbontották.
1938-ban az Arend-et újra megépítették, a replika az utrecht-i Spoorwegmuseumban tekinthető meg.

## Fordítás
- Ez a szócikk részben vagy egészben  a   De Arend (locomotive) című angol Wikipédia-szócikk ezen változatának fordításán alapul.  Az eredeti cikk szerkesztőit annak laptörténete sorolja fel. Ez a jelzés csupán a megfogalmazás eredetét és a szerzői jogokat jelzi, nem szolgál a cikkben szereplő információk forrásmegjelöléseként.